# Гавличкув-Брод (район)
Район Гавличкув-Брод (чеш. Okres Havlíčkův Brod) — один из 5 районов края Высочина Чехии. Административным центром является город Гавличкув-Брод. Площадь составляет 1 264,95 км², население — 96 011 человек (плотность населения — 75,9 человек на 1 км²). Район состоит из 120 населённых пунктов, в том числе из 8 городов.

## Города
| Город                | Население |
| -------------------- | --------- |
| Гавличкув-Брод       | 23 893    |
| Хотеборж             | 9 633     |
| Светла-над-Сазавоу   | 6 815     |
| Ледеч-над-Сазавоу    | 5 823     |
| Пршибислав           | 4 019     |
| Ждирец-над-Доубравоу | 3 100     |
| Гольчув-Еников       | 2 639     |
| Габри                | 1 323     |